# (39129) 2000 WZ53
2000 دابليو زد 53 (ويعرف أيضًا باسم (39129) 2000 دابليو زد 53 وفق تسمية الكوكب الصغير) (بالإنجليزية: 2000 WZ53)‏؛ هو كويكب ضمن حزام الكويكبات.
اكتُشف هذا الجُرم الفلكي بواسطة سبيس واتش في 27 نوفمبر 2000، وترتيبه 39129 من حيث الاكتشاف.

## الوصف
اكتُشف 391292000WZ في 27 نوفمبر 2000 في مرصد قمة كت الوطني، الواقع في صحراء سونورا، أريزونا في الولايات المتحدة، بواسطة مشروع سبايس واتش (مشاهد السماء) التابع لجامعة أريزونا. وقد رصد المشروع 870 مشاهدة للكويكب إلى غاية 5 فبراير 2022 بتوقيت منطقة المحيط الهادئ، أي في مدة قدرها 10,962 يومًا (30 عام). تستغرق الفترة المدارية للكويكب 1,620 يومًا (4.4 عام).

## الخصائص المدارية
يتميز مدار هذا الكويكب بنصف محور رئيسي يبلغ 2.7 وحدة فلكية، وحضيض قدره 2.53 وحدة فلكية، وانحراف قدره 0.0629 وزاوية ميلان 0.205 درجة بالنسبة لمسار الشمس. بسبب هذه الخصائص، أي نصف المحور الرئيسي بين 2 و3.2 وحدة فلكية وحضيض أكبر من 1,666 وحدة فلكية، يُصنف هذا الجُرم الفلكي وفقًا لقاعدة بيانات مختبر الدفع النفاث لأجرام النظام الشمسي الصغيرة كائنًا من حزام الكويكبات الرئيسي.

## وصلات خارجية
- (39129) 2000 WZ53 في قاعدة بيانات مختبر الدفع النفاث لأجرام النظام الشمسي الصغيرة

- الاكتشاف · مخطط المدار ·  العناصر المدارية · المعلمات المادية

- (39129) 2000 WZ53 على موقع ويكي سكاي: DSS2, SDSS, GALEX, IRAS, Hydrogen α, X-Ray, Astrophoto, Sky Map, Articles and images